# Морели (Кунео)
Морели је насеље у Италији у округу Кунео, региону Пијемонт.
Према процени из 2011. у насељу је живело 131 становника. Насеље се налази на надморској висини од 467 м.